# 氷上回廊
氷上回廊（ひかみかいろう）は、兵庫県の旧氷上郡（現 丹波市）付近を南北に通る低地帯の呼び名。日本列島の脊梁を成す中央分水嶺を、わずか標高95m内外で通り抜けられる、山地に挟まれた「回廊」地形である。
太古の昔から、南北の生き物が交流するルート（回廊）であることから、氷上回廊と名づけられた。
瀬戸内海に流れ込む加古川水系の高谷川と、日本海に流れ込む由良川水系の黒井川（竹田川を経て由良川に注ぐ）の源流域が、丹波市氷上町石生（いそう）付近で近接しており、雨水を二手の水系に分ける場所として「水分れ（みわかれ）」と呼ばれている（現在、この付近に水分れ公園が整備され、丹波市立氷上回廊水分れフィールドミュージアム（旧・丹波市立水分れ資料館）が設置されている）。
周辺には旧石器時代後期の遺跡も多く、大型動物が季節移動で通る良好な狩場であったと推定されている。
また、氷上回廊の地形は人間にとっても便利な交流路であったと考えられ、古代、近世以降の遺跡も多い。現代に至っても、福知山線・国道175号（氷上回廊の付近には「水分れ街道」の別名がある）・国道176号といった交通路が氷上回廊を抜けて南北を結んでいる。

## 氷上回廊と生物多様性
氷上回廊が日本の生物多様性に与えた影響は、大きく分けてふたつある。
ひとつは、この地域の河川が昔はしばしば氾濫して流路を変えていたため（河川争奪）、日本海側と太平洋側の両水域の淡水魚などが入り混じり、分布を伸張するルートとなってきたことである。
もうひとつは、内陸域で最も低い陸上の移動ルートであったことから、日本海側の多雪地に適応した北方系の生き物と、温暖湿潤な気候に適した南方系の生き物など、南北それぞれの気候風土に適応した陸上生物が、ここを通り抜けて分布を拡大してきたことである。地球規模の気候変動に伴う寒冷期には北方系の生き物が南進し、逆に温暖期には、南方系の生き物が北進したと考えられ、現在、この氷上回廊を挟む両側の地域に、それぞれの証拠と考えられる植物分布などが報告されている。また、氷上回廊は、現在も、渡り鳥などの季節移動する生き物たちの移動ルートになっていると考えられており、現代の地球温暖化に際して、南方系の生き物の北上ルートになる可能性も指摘されている。
- 瀬戸内海側に進出した北方由来の生物の例[2]
  - ヤマメ
  - ホトケドジョウ
  - アブラハヤ
  - ミナミトミヨ
  - ユキグニミツバツツジ
  - エゾエノキ

- 日本海側に進出した南方由来の生物例[3]
  - オヤニラミ
  - イトモロコ
  - ナガレホトケドジョウ
  - カナメモチ
  - リンボク
  - ヤマモモ
  - モチツツジ
  - シロシャクジョウ

## 関連施設
- 丹波市立氷上回廊水分れフィールドミュージアム（旧・丹波市立 水分れ（みわかれ）資料館）、水分れ公園

氷上回廊の地形の紹介や、氷上回廊を特徴づける魚類の解説展示、加古川の水運を支えた高瀬舟の展示などがある。
所在地 - 兵庫県丹波市氷上町石生1156
- 丹波市立 青垣いきものふれあいの里

氷上回廊周辺に見られる植物の解説展示や、近隣河川の淡水魚の飼育展示などを行なっている。近隣の自然観察拠点にもなっており、季節ごとの普及啓発イベントなども企画している。
所在地 - 兵庫県丹波市青垣町山垣115−6
- 兵庫県立人と自然の博物館

兵庫県の全域の自然資料の展示解説や研究を行っている中で、氷上回廊に関する生物学・地質学的展示や、標本収集を行っている。
所在地 - 兵庫県三田市弥生が丘6丁目